# Samenstelling Belgische Senaat 1851-1855

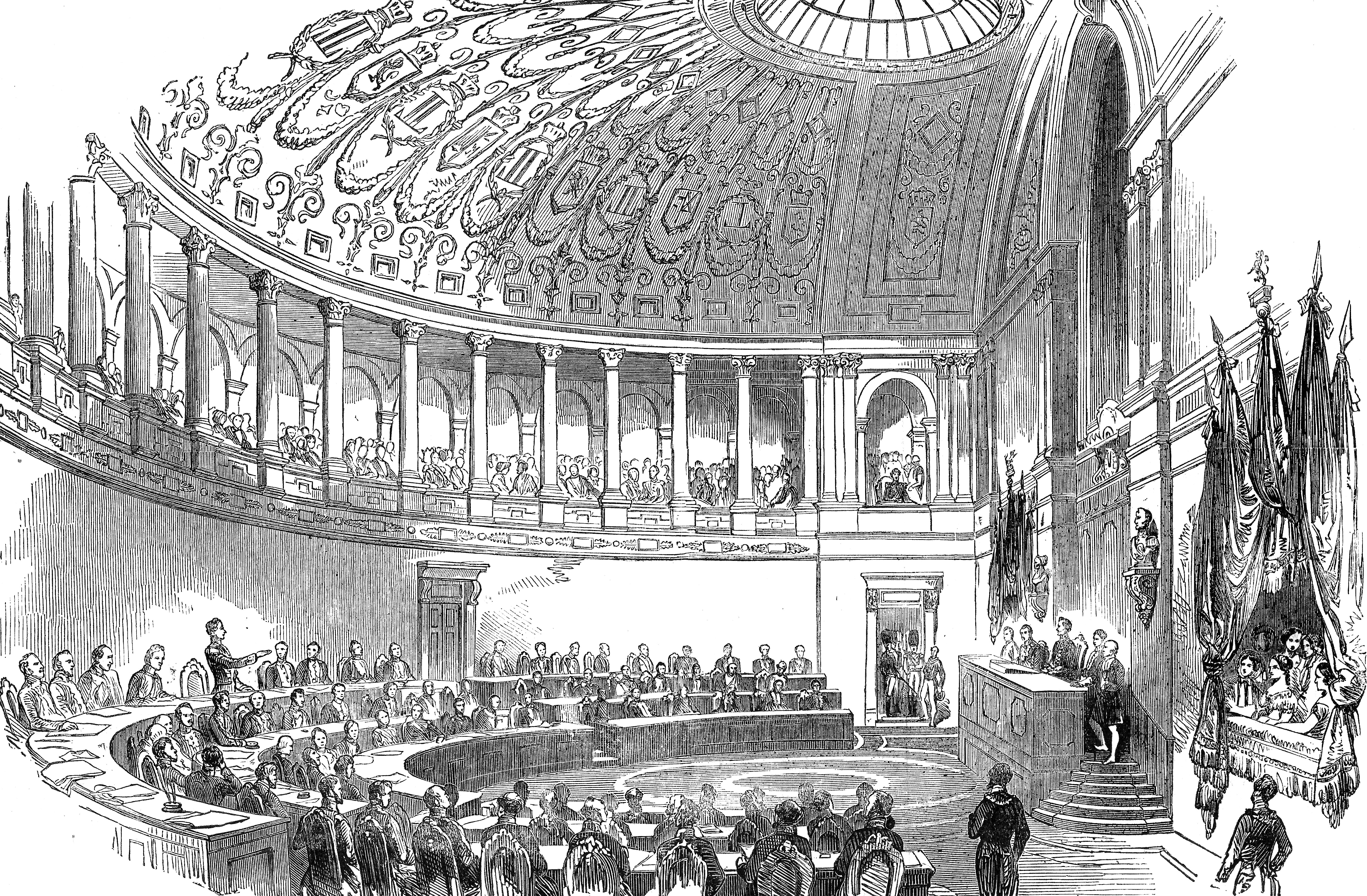
Eedaflegging van prins Leopold als senator van rechtswege op 9 april 1853

De lijst van leden van de Belgische Senaat van 1851 tot 1855. De Senaat telde toen 54 en daarna 55 zetels. Bij de verkiezingen van 27 september 1851 werden 54 senatoren rechtstreeks verkozen. Het nationale kiesstelsel was in die periode gebaseerd op cijnskiesrecht, volgens een systeem van een meerderheidsstelsel, gecombineerd met een districtenstelsel. Iedere Belg die ouder dan 25 jaar was en een bepaalde hoeveelheid cijns betaalde, kreeg stemrecht. Hierdoor was er een beperkt kiezerskorps. Vanaf april 1853 was er daarnaast ook een senator van rechtswege, waardoor de Senaat vanaf toen 55 zetels telde.
De legislatuur liep van 4 november 1851 tot 2 juni 1855. Tijdens deze legislatuur waren achtereenvolgens de regering-Rogier I (augustus 1847 - oktober 1852), de regering-De Brouckère (oktober 1852 - maart 1855) en de regering-De Decker (maart 1855 - november 1857) in functie. De regering-Rogier I en de regering-De Brouckère steunden op een liberale meerderheid. De regering-De Decker was een unionistische regering.

## Samenstelling
| Begin legislatuur (1851) | Begin legislatuur (1851) | Begin legislatuur (1851) | Einde legislatuur (1855) | Einde legislatuur (1855) | Einde legislatuur (1855) |
| Fractie                  | Fractie                  | Zetels                   | Fractie                  | Fractie                  | Zetels                   |
| ------------------------ | ------------------------ | ------------------------ | ------------------------ | ------------------------ | ------------------------ |
|                          | Liberalen                | 31                       |                          | Liberalen                | 31                       |
|                          | Katholieken              | 23                       |                          | Katholieken              | 23                       |

Wijzigingen in fractiesamenstelling:
- In 1854 neemt de liberaal Constantin van Havre ontslag. Zijn opvolger wordt de katholiek Edouard Cogels.
- In 1855 overlijdt de katholiek Pierre Eloy de Burdinne. Zijn opvolger wordt de liberaal Edmond de Selys Longchamps.

## Lijst van de senatoren
| Senator                                   | Partij    | Aanduiding                   | Kieskring                | Opmerkingen |
| ----------------------------------------- | --------- | ---------------------------- | ------------------------ | --- |
| Edouard Cogels                            | Katholiek | Rechtstreeks gekozen senator | Antwerpen                | Vervangt vanaf 7 november 1854 Constantin van Havre (Liberaal), die om gezondheidsredenen ontslag neemt. Cogels is vanaf 8 november 1854 voorzitter van de commissie Financiën. |
| Jean Michiels                             | Liberaal  | Rechtstreeks gekozen senator | Antwerpen                | |
| Charles du Trieu de Terdonck              | Katholiek | Rechtstreeks gekozen senator | Mechelen                 | Secretaris. |
| Charles-Joseph d'Ursel                    | Liberaal  | Rechtstreeks gekozen senator | Mechelen                 | Voorzitter van de commissie Openbare Werken. |
| Philippe Gillès de 's Gravenwezel         | Katholiek | Rechtstreeks gekozen senator | Turnhout                 | |
| Engelbert Lauwers                         | Liberaal  | Rechtstreeks gekozen senator | Brussel                  | |
| Joseph Van Schoor                         | Liberaal  | Rechtstreeks gekozen senator | Brussel                  | Quaestor tot 10 november 1851. |
| François-Jean Wyns de Raucourt            | Liberaal  | Rechtstreeks gekozen senator | Brussel                  | Voorzitter van de commissie Justitie. |
| Louis Seutin                              | Liberaal  | Rechtstreeks gekozen senator | Brussel                  | Vervangt vanaf 10 november 1853 Louis de Marnix, die voltijds burgemeester van Bornem wordt. De Marnix was quaestor tot 10 november 1851 en tot 20 juni 1853 voorzitter van de commissie Oorlog. |
| Philippe Coppyn                           | Liberaal  | Rechtstreeks gekozen senator | Brussel                  | Vervangt vanaf 10 november 1853 Gustave Van Leempoel de Nieuwmunster, die werd verkozen als opvolger van de overleden Ferdinand d'Udekem de Guertechin, maar wiens verkiezing op 15 juni 1853 ongeldig werd verklaard. D'Udekem de Guertechin verving op zijn beurt vanaf 5 november 1851 André Van Muysen, die verkoos om niet te zetelen. |
| André de Ryckman de Winghe                | Katholiek | Rechtstreeks gekozen senator | Leuven                   | |
| Philippe de Wouters d'Oplinter            | Katholiek | Rechtstreeks gekozen senator | Leuven                   | |
| Théodore Mosselman du Chenoy              | Liberaal  | Rechtstreeks gekozen senator | Nijvel                   | |
| Jacques Coghen                            | Liberaal  | Rechtstreeks gekozen senator | Nijvel                   | Vervangt vanaf 22 mei 1855 de overleden Nicolas de Buisseret. |
| Jean-Marie de Pelichy van Huerne          | Katholiek | Rechtstreeks gekozen senator | Brugge                   | |
| Charles Van Woumen                        | Liberaal  | Rechtstreeks gekozen senator | Diksmuide                | |
| Gustave Pecsteen                          | Liberaal  | Rechtstreeks gekozen senator | Veurne-Oostende          | |
| Jules Joseph d'Anethan                    | Katholiek | Rechtstreeks gekozen senator | Tielt                    | |
| Louis Gillès de Pelichy                   | Katholiek | Rechtstreeks gekozen senator | Roeselare                | Vervangt vanaf 7 november 1854 de overleden Joseph De Neckere. |
| Félix Bethune                             | Katholiek | Rechtstreeks gekozen senator | Kortrijk                 | |
| Franz Vergauwen                           | Katholiek | Rechtstreeks gekozen senator | Kortrijk                 | Vervangt vanaf 7 november 1854 de overleden Charles de Moerman d'Harlebeke. |
| Jean-Baptiste Malou-Vandenpeereboom       | Katholiek | Rechtstreeks gekozen senator | Ieper                    | |
| Ferdinand d'Hoop                          | Katholiek | Rechtstreeks gekozen senator | Eeklo                    | |
| Edouard Grenier                           | Liberaal  | Rechtstreeks gekozen senator | Gent                     | Secretaris. |
| Gustave Herry                             | Liberaal  | Rechtstreeks gekozen senator | Gent                     | |
| Constantin de Kerchove de Denterghem      | Liberaal  | Rechtstreeks gekozen senator | Gent                     | Vervangt vanaf 27 december 1851 Pierre van Remoortere de Naeyer, die om gezondheidsredenen ontslag neemt. |
| François De Munck                         | Liberaal  | Rechtstreeks gekozen senator | Sint-Niklaas             | |
| Jean Cassiers                             | Katholiek | Rechtstreeks gekozen senator | Sint-Niklaas             | |
| Prosper Christyn de Ribaucourt            | Katholiek | Rechtstreeks gekozen senator | Dendermonde              | Quaestor vanaf 11 november 1851. |
| Charles Rodriguez d'Evora y Vega          | Katholiek | Rechtstreeks gekozen senator | Oudenaarde               | Quaestor vanaf 11 november 1851. |
| Jean-Baptiste Joseph d'Hane de Steenhuyse | Katholiek | Rechtstreeks gekozen senator | Aalst                    | |
| Hippolyte della Faille d'Huysse           | Katholiek | Rechtstreeks gekozen senator | Aalst                    | Van 9 november 1853 tot 8 november 1854 voorzitter van de commissie Financiën. |
| Auguste Désiré Dethuin                    | Liberaal  | Rechtstreeks gekozen senator | Bergen                   | |
| Frédéric Corbisier                        | Liberaal  | Rechtstreeks gekozen senator | Bergen                   | Vervangt vanaf 7 november 1854 Nicolas Defuisseaux, die om gezondheidsredenen ontslag neemt. Defuisseaux zelf verving vanaf 27 september 1852 de overleden Alexandre de Royer de Dour. |
| Alexandre Daminet                         | Liberaal  | Rechtstreeks gekozen senator | Zinnik                   | |
| Victor Savart                             | Liberaal  | Rechtstreeks gekozen senator | Doornik                  | Vervangt vanaf 27 maart 1852 de overleden Augustin Dumon-Dumortier. Dumon-Dumortier was tot aan zijn dood op 28 januari 1852 Senaatsvoorzitter en voorzitter van de commissie Binnenlandse Zaken. |
| Raphaël Pollet                            | Katholiek | Rechtstreeks gekozen senator | Doornik                  | |
| Eugène de Ligne                           | Liberaal  | Rechtstreeks gekozen senator | Aat                      | Voorzitter van de commissie Buitenlandse Zaken en vanaf 25 maart 1852 Senaatsvoorzitter. |
| Ludovic de Robiano                        | Katholiek | Rechtstreeks gekozen senator | Thuin                    | |
| Ferdinand Spitaels                        | Liberaal  | Rechtstreeks gekozen senator | Charleroi                | Secretaris. |
| Eugène François de Dorlodot               | Katholiek | Rechtstreeks gekozen senator | Charleroi                | |
| Walthère Jamar                            | Liberaal  | Rechtstreeks gekozen senator | Luik                     | |
| Jean-Nicolas Robert                       | Liberaal  | Rechtstreeks gekozen senator | Luik                     | |
| Joseph Forgeur                            | Liberaal  | Rechtstreeks gekozen senator | Luik                     | |
| Camille de Tornaco                        | Liberaal  | Rechtstreeks gekozen senator | Hoei                     | |
| Edmond de Selys Longchamps                | Liberaal  | Rechtstreeks gekozen senator | Borgworm                 | Vervangt vanaf 28 februari 1855 de overleden Pierre Eloy de Burdinne (Katholiek). |
| Grégoire Laoureux                         | Liberaal  | Rechtstreeks gekozen senator | Verviers                 | Vervangt vanaf 5 november 1851 de overleden Albert Rutten. |
| Antoine de Pitteurs-Hiegaerts             | Liberaal  | Rechtstreeks gekozen senator | Hasselt                  | Secretaris. |
| Louis-Joseph de Renesse                   | Liberaal  | Rechtstreeks gekozen senator | Tongeren-Maaseik         | Ondervoorzitter en vanaf 9 november 1853 voorzitter van de commissie Oorlog. |
| Auguste de Favereau                       | Liberaal  | Rechtstreeks gekozen senator | Aarlen-Bastenaken-Marche | |
| Célestin Bergh                            | Liberaal  | Rechtstreeks gekozen senator | Neufchâteau-Virton       | Vervangt vanaf 8 november 1853 de overleden Léopold Zoude. Zoude was tot aan zijn dood op 1 oktober 1853 voorzitter van de commissie Financiën. |
| Eugène de Cesve de Rosée                  | Katholiek | Rechtstreeks gekozen senator | Philippeville            | Vervangt vanaf 27 september 1852 de overleden Louis de Cartier d'Yves. |
| Jean d'Omalius d'Halloy                   | Katholiek | Rechtstreeks gekozen senator | Dinant                   | Ondervoorzitter en vanaf 28 september 1852 voorzitter van de commissie Binnenlandse Zaken. |
| Pierre-Charles Desmanet de Biesme         | Katholiek | Rechtstreeks gekozen senator | Namen                    | |
| Leopold van België                        | -         | Senator van rechtswege       | -                        | Zetelt vanaf 9 april 1853. |